# I. Zogu albán király
I. Zogu vagy I. Zog (teljes királyi nevén I. Zogu III. Szkander bég, albánul Zogu I Skënderbeu III, eredetileg Amet Zogolli, majd Amet Zogu bég, albánul Amet Bej Zogu; Burgajet, 1895. október 8. – Suresnes, Párizs mellett, Franciaország, 1961. április 9.) albán politikus, 1922–1925 között két ízben miniszterelnök, 1925-től 1928-ig köztársasági elnök, majd 1939-ig Albánia királya. Európai muszlim uralkodó. Albánia két világháború közötti történelmének legmeghatározóbb alakja. Nevének elterjedt, gyakori írásmódja Ahmet Zogu vagy Ahmed Zogu.

## Neve
Zogu Amet Muhtar Zogolli néven született. A Zogolli vagy törökösen Zogoğlu névből rövidült Zogu-ra, amelyben a török oğlu (ejtsd ólu) jelentése 'fiú, fia', a teljes alak jelentése: 'Zog fia, Zogfi', és ebből vonta el a Zog / Zogu alakot uralkodói neveként, és így lett I. Zog vagy I. Zogu király (Zogu i Parë vagy mbreti Zog i Parë). Uralkodói neve a nyelvhasználók körében és a történelmi szakirodalomban egyaránt előfordul Zog és Zogu alakban, míg családneve Zogu. A két alak keveredése abból adódik, hogy az albán nyelvben a tulajdonnevek is rendelkeznek hátravetett névelővel, ún. végartikulussal, és ez a Zog esetében Zogu ('a Zog') lesz, mely megegyezik a családnév Zogu alakjával. A család másik, nagyapjának, Xhelal (Dzselal) Zogollinak másodszülött fiától származó ága viszont a Zoga családnevet vette vel.
A zog köznév jelentése albánul madár.

## Élete

### Családi háttér
Zogu muzulmán családba született, szülei, Xhemal (Dzsemal) Zogolli pasa és Sadije Toptani egyetlen fiúgyermekeként. Az egyetlen fivére, a bátyja, Xhelal (Dzselal) Zogu apjuk első házasságából származik. Ősei a Mat folyó völgyének régi, prominens földbirtokosai, bégjei, egyúttal nemzetségfői voltak. Édesanyja Szkander bég nővérétől, Mamicától származtatja magát. 1911-ben apja halálával Amet lett a Mat-nemzetség vezetője.

### Korai karrier (1910-es évek)
A fiatal Zogu a konstantinápolyi Galatasaray Lisesin folytatott katonai tanulmányokat. A Balkán-háború kitörésekor, 1912 őszén, tizenhét évesen tanulmányait félbeszakítva visszatért szülőföldjére. A Portát képviselő dibrai kajmakám helybenhagyásával és hathatós támogatásával nemzetsége élére állva, 24 ezer emberével védte a Mat völgyét a betörő szerbek és montenegróiak ellenében. Novemberben Mat küldöttjeként részt vett az Albánia függetlenségét kikiáltó és az Ismail Qemali vezette, első albán kormányt kinevező vlorai nemzetgyűlésen, de annak végeztével sietve tért vissza szűkebb pátriája védelmére. Ezekben az években ellenezte a Qemali-kabinettel szemben Durrësban ellenkormányt alakító anyai nagybátyja, Esat Toptani politikáját és a Vlorában székelő Nemzetközi Ellenőrző Bizottság munkáját egyaránt, s a nemzeti konszenzuskeresésben látta hazája jövőjét. 1914. április 10-én kihallgatásra jelentkezett az ország frissen kinevezett német származású uralkodójánál, Vilmos fejedelemnél, és a nemzetgyűlés összehívását sürgette, azonban dolgavégezetlen kellett visszatérnie Matba. Május végén fegyveres kormányellenes felkelések törtek ki az országban (közép-albániai felkelés), s június végén Zogu az uralkodó segítségére sietett. Visszafoglalta a felkelőktől Kruját, majd előrenyomult Tirana térségéig. A városba már nem tört be, s júliusban csapataival együtt visszatért a Mat völgyébe. Kevéssel utóbb 150 ezer albániai muzulmán nevében kiáltványt tett közzé, amelyben hitet tett a Vilmos iránti hűség mellett, s az országos felkeléssel kapcsolatban kiemelte, hogy azzal egyetlen felelős albán sem vállalhat közösséget.
Miután kitört az első világháború és Vilmos 1914 szeptemberében elmenekült az országból, Zogu Mat vidékének hosszan tartó védelmére rendezkedett be. 1916. január 31-én – azt követően, hogy az Osztrák–Magyar Monarchia csapatai megkezdték Albánia megszállását – Windisch-Graetz Lajos császári tiszt érkezett követségbe Zoguhoz Burgajetbe, hogy egy albán önkéntesekből álló alakulat parancsnokságával bízzák meg. Zogu támogatásáról biztosította a Monarchia követét, annak reményében, hogy így Vilmos visszatérését segítheti elő. Emberei élén az ország középső részébe vonult, február 14-én a durrësi királyi palotára kitűzték a nemzeti lobogót, majd a bolgárok által elfoglalt Elbasan alá indultak. Február 16-án visszafoglalták a várost, és bár Zogu a városban maradt, csapatai az elkövetkezendő napokban visszafoglalták Fiert, Lushnját és Beratot. Ő maga eközben a Monarchiával szimpatizáló albán hazafiak egy csoportjával, Aqif Elbasanival, Midhat Frashërivel és Lef Nosival összefogva február 18-ára nemzetgyűlést hívott össze Elbasanba, amelynek eredményeként Aqif Elbasanit bízták meg ideiglenes kormány alakításával.
Zogu március közepére kidolgozta tervét, melynek lényege abban állt, hogy az osztrák–magyar sereg támogatásával létrehozzák a független Albániát, és restaurálják I. Vilmos hatalmát. A megszállók azonban negligálták az elbasaniak törekvéseit, a város köré kordont vontak (kolerajárvány ürügyén), ezzel elejét véve a további függetlenségi törekvéseknek. Végül április 14-én Elbasani kabinetje feloszlott, és Zogu is letett tervei megvalósításáról.
1916. december 30-án Zogu Bécsbe érkezett mint az új császárt, IV. Károlyt üdvözlő albán delegáció tagja (egyúttal megkapta a Ferenc József-rendet is). Minthogy azonban az osztrákok éltek a gyanúperrel: hazájában Zogu akár a bolgárokkal vagy az olaszokkal is összeszövetkezne egy független Albánia létrehozásáért, röviddel érkezése után közölték vele, hogy a háború időtartamáig kénytelen lesz a császárváros vendégszeretetét élvezni. Az első világháború lezárultával, 1918 novemberében Zogu útnak indult Albániába, de ezúttal a nacionalizmusát rossz szemmel néző olaszok fogták le, s csak 1919 végén léphetett ismét albán földre.

### Előretörése a politikai életben (1920–1925)
Zogu 1919-ben tért vissza Albániába, ahol az 1920-ban megalakult kormány tagja lett. Konzervatív politikáját a déli területek nagybirtokosai (török elnevezésük: bej) és Észak-Albánia nemesei, iparosok, kereskedők és értelmiségiek támogatták, és 1922-ben elnyerte a miniszterelnöki széket. 1923-ban a parlamentben rálőttek, ám túlélte sérülését. Liberális ellenzékének vezetői Theophan (Fan) Stylian Noli és Luigj Gurakuqi voltak, akik 1924-ben forradalmat robbantottak ki ellene. Zogu ekkor Jugoszláviába menekült, és az itt állomásozó szovjetellenes „fehér” orosz katonák segítségével még abban az évben visszaszerezte a hatalmat.
Ahmed Zogu a húszas években többször volt belügyminiszter (1920; 1921–1924; 1925), 1925-ben a hadügyminiszteri tárcát is vezette, emellett 1920–1921 között Shkodra kormányzója, 1921–1922 között pedig az albán hadsereg főparancsnoka volt.

### Albánia elnöke
1925. január 21-én az Alkotmányozó Nemzetgyűlés köztársasági elnökké választotta a február 1-jén hivatalba lépő Ahmed Zogut, aki 1928-ig viselte ezt a tisztséget. Európai modellt követett kormányaival, ám elnöksége kezdetén Albániában jelentős területeken az oszmán időkre jellemző feudális társadalmi viszonyok maradtak fenn (a falvak nagyrészt a bejeknek szolgáló jobbágyok lakhelyei voltak), melyeket csak fokozatosan tudott felszámolni. Bár maga is muszlim volt, reformrendelkezéseket vezetett be (például a nők elfátyolozásának tiltása). Zogu elnöksége idején kezdett Albánia modern nemzetté válni.

### Olaszország térnyerése
Politikájában fő szövetségese Olaszország fasiszta kormányzata volt (igaz, egy ideig Jugoszláviával is jó kapcsolatokat ápolt a segítségnyújtásért cserében). Mussolini igyekezett minél nagyobb befolyást szerezni az Adriai-tenger térségében, ezt gazdasági és pénzügyi segítségnyújtással kívánta elérni. Az ország pénzügyeit teljesen kézben tartó Albán Nemzeti Bankot olaszok működtették, központja is Rómában volt. Az olasz flotta monopóliumot kapott a kereskedelmi- és utasszállítás lebonyolítására. 1926-ban Mussolini már azt követelte, hogy az albán hadseregbe és rendőrségbe is olasz kiképzőtisztek kerüljenek. Zogu ellenállt, ám egy felkelés az északi országrészben rászorította az I. tiranai egyezmény megkötésére. Ebben deklarálták, hogy a két állam összehangolja külpolitikáját. 1927-ben megkötötték a II. tiranai egyezményt is, amely révén az olasz haderő birtokba vette Vlora kikötőjét, kiképzőtiszteket küldött az albán hadseregbe, hadianyaggal és felszereléssel látta el azt, egyúttal pedig paramilitáris ifjúsági alakulatokat is létrehoztak.

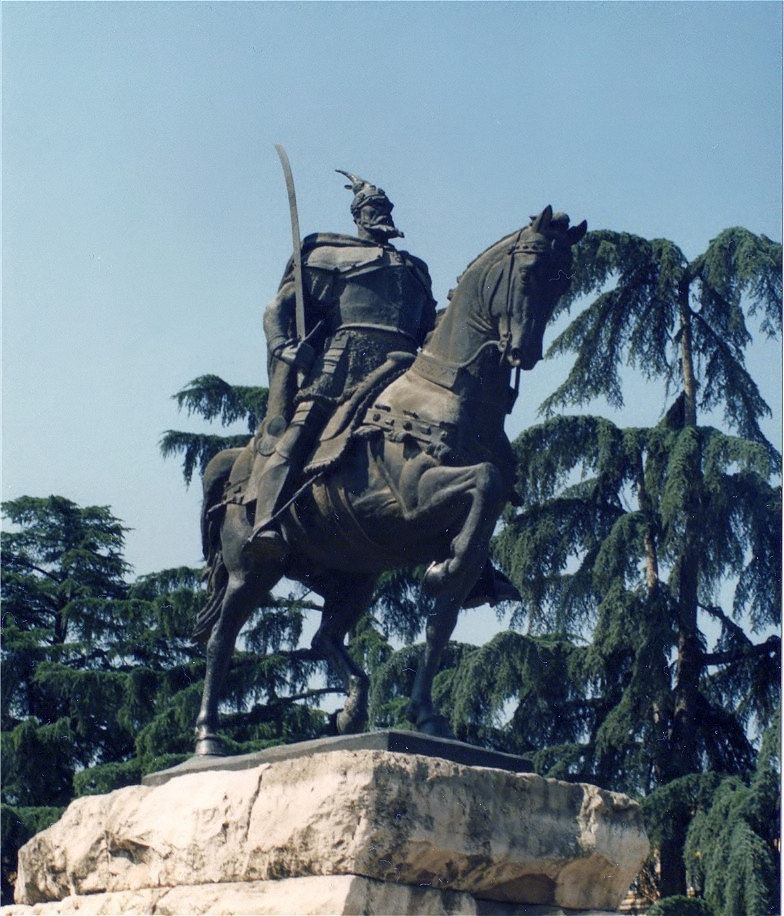
Szkander bég sisakos szobra Tiranában

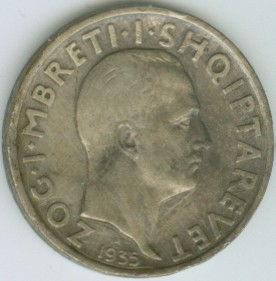
Frang ar érme előlapja, I. Zogu képmásával

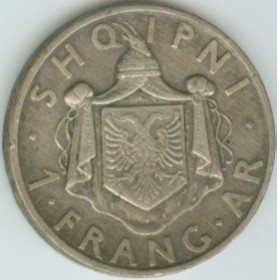
Frang ar érme hátlapja

### Albánia királya
1928. szeptember 1-jén Zogu elnök királlyá kiáltatta ki magát I. Zogu néven. Uralkodói címe a balkáni uralkodótársaihoz hasonlóan nem területhez, hanem népnévhez köthetően az albánok királya lett, mégis Belgrád rosszallását és tiltakozását váltotta ki az akkor még a délszláv királysághoz tartozó Koszovóban és Macedóniában élő nagy számú albán kisebbség miatt, hiszen az uralkodói cím elvileg őrájuk is vonatkozott. Megtette az előkészületeket a koronázására is, melyet a Bécsi Szépművészeti Múzeumban őrzött „albán királyi koronával” szeretett volna megtenni, amely valójában Szkander bég sisakja, és nem királyi korona. Az eredeti sisakot végül nem tudta megszerezni, másolatot készíttetett róla, de végül sohasem koronáztatta meg magát sem ezzel a sisakkal, sem más koronával. Albániában alkotmányos monarchiát hozott létre, mely a korabeli olasz állam másolata volt. Magát Kasztrióta György (Szkander bég) utódjának nevezte, erős rendőrséget hozott létre, ahol bevezette a „zogista” tisztelgést (jobb kéz a szív fölött, nyitott tenyérrel kifelé). Anyja, Sadijé az Albánok Anyakirálynője megtisztelő címet viselhette, és Zogu testvéreiről sem feledkezett meg, akik hercegi és hercegnői címet kaptak. Egyik húga, Senije hercegnő Mehmed Abid török herceghez, II. Abdul-Hamid szultán fiához ment feleségül, aki albán nagykövet lett Párizsban.
A király hatalmát az alkotmánnyal kívánta legitimizálni, mely megtiltotta, hogy a királyi ház bármely tagja kormányfunkciót tölthessen be, hogy az albán trónt egyesítsék valamely más állam trónjával, illetve intézkedéseket tartalmazott a királyi ház esetleges kihalásának esetére. A király csak azután uralkodhatott, ha felesküdött a parlamentben az alkotmány betartására.
Zogu király családi kiadásai az albán nemzeti költségvetés 2%-át tették ki. Az uralkodó erős dohányos és szenvedélyes pókerjátékos volt. A közszerepléstől általában elhatárolódott, és erős személyi kíséretet tartott, mivel sok személyes és politikai ellensége volt (például koronázása után visszautasított jegyesének családja, akik a korabeli albán törvények szerint jogosultak voltak ezért végezni az uralkodóval). 1931-ben Bécsben merényletet kíséreltek meg ellene, ám ezt is túlélte. A király egész uralkodása alatt rettegett attól, hogy megmérgezik.
I. Zogu uralma stabilitást hozott Albánia számára, melynek kialakította az oktatási hálózatát. Azonban az olasz befolyás folyamatosan nőtt az országban, aminek a gyengén felszerelt és kis létszámú, ráadásul olasz irányítás alatt álló albán hadsereggel képtelenség volt ellenállni. A nagy gazdasági világválság nagyon megviselte a kis balkáni államot, ahonnan rengetegen emigráltak, és ebben az időszakban gyakorlatilag teljesen Olaszország gazdasági befolyása alá került. Zogu király egyes esetekben megpróbált ellenállni: visszautasította a cukoripar, az elektromos- és távíróhálózat olasz kézbe kerülését, sőt a Mussolini által küldött kiképzőtiszteket is menesztette. Megtagadta, hogy kötelező legyen az olasz nyelv tanítása, és államosította Észak-Albánia katolikus iskoláit, hogy csökkentse az olaszok befolyását. Törekvései azonban csak ideiglenes sikert hoztak.

### Házassága
A nagy európai uralkodócsaládok nem sokat törődtek I. Zogu monarchiájával, így nem is törekedtek dinasztikus kapcsolatok kialakítására. A király felesége a katolikus nagy-apponyi Apponyi Geraldine Margit Virginia Olga Mária grófnő lett, aki apai ágon magyar grófi felmenőkkel, anyain pedig virginiai dohányültetvényekből meggazdagodott milliomosokkal büszkélkedhetett. Geraldine királynénak nem kellett az iszlám hitre áttérnie, hanem megőrizhette katolikus vallását. A házasságra 1938. április 27-én került sor Tiranában, amelyen az eskető imám szerepét az utolsó budai főmufti, Durics Hilmi Huszein töltötte be, akivel Zogu baráti kapcsolatban állt. Az olasz befolyás erősödését mutatja, hogy egyik esküvői tanújuk Mussolini veje és külügyminisztere,  gróf Galeazzo Ciano volt. A királyi párnak egy gyermeke született, Leka Zogu, 1939. április 5-én. Két nap múlva olasz csapatok szállták meg Albániát, amit Mussolini az Olasz Királyság protektorátusává nyilvánított III. Viktor Emánuel olasz uralkodó koronája alatt. Zogu király és családja – néhány napos újszülött gyermekükkel együtt – külföldre menekült.

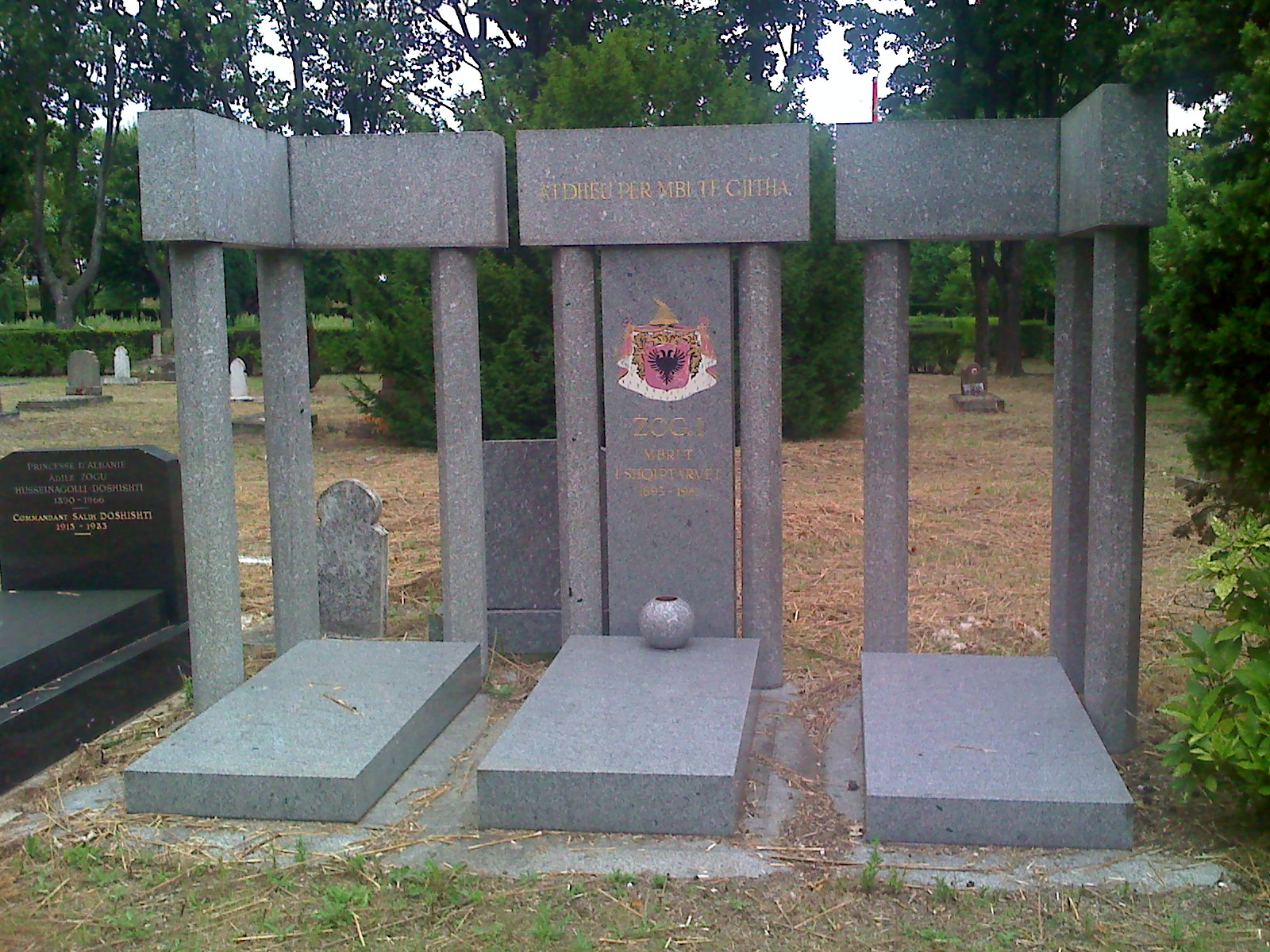
I. Zogu király síremléke a thiais-i Párizsi Temetőben.

### Emigrációban
Az albán királyi pár és gyermekük Görögországban, Törökországban, Nagy-Britanniában, Egyiptomban, az Egyesült Államokban, végül pedig Franciaországban keresett menedéket. Trónigényét mindvégig fenntartotta, ám sosem tudta érvényesíteni – a királypárti ellenállás jelentéktelen volt, az államapparátus pedig készségesen kiszolgálta az olasz és német megszállókat. A második világháború végére a kommunista partizánok vették át a hatalmat Enver Hoxha vezetésével. A király 1946. január 2-án mondott le a koronáról.
További életét jórészt gazdagságban élte le, az egyiptomi Faruk királlyal jó barátságban volt. (Állítólag az Egyesült Államokba menet a Bevándorlási Hivatal nem engedte be 115 fős udvartartását az országba, mire megpróbálta megvesztegetni a Szenátust.) Élete utolsó éveit Franciaországban töltötte egy villában, immár meglehetős szegénységben. Suresnes város kórházában hunyt el, és a Párizs melletti Thiais község területén, a Párizsi Temetőben nyugszik.
Családja később Dél-Afrikában telepedett le, majd a rendszerváltás után felesége és fia, az önmagát apja halála után I. Leka királynak nevező Leka Zogu visszatért Albániába, ahol tevékenyen részt vettek/vesznek a politikai életben (Geraldine királyné 2002-ben elhunyt). Ezt követően albániai civil szervezetek és emigráns albán csoportok is mozgalmat indítottak az uralkodó hamvainak hazahozatalára.